# Lucia Odoom
Lucia Odoom (født i 1987 i Gentofte) er en dansk journalist med ghanesiske rødder. Hun har arbejdet som musikjournalist, radiovært på blandt andet Det Elektriske Barometer og P6 Beat, samt som tilrettelægger i DR. I dag er hun skribent og podcastvært på Politikens Poptillæg på dagbladet Politiken.

## Karriere
Lucia Odoom er selvlært journalist og er blandt andet rundet af sin tid ved Danmarks Radio, der har tradition for og erfaring med talentudvikling af autodidakte unge.
Hun gik på Biblioteksskolen efter at have afsluttet gymnasiet.
I 2008 blev Lucia Odoom ansat som radiovært i DR, hvor hun arbejdede frem til 2012, hvor hendes kontrakt udløb uden at blive fornyet. Hun begyndte efterfølgende at læse til journalist på Danmarks Medie- og Journalisthøjskole, men gennemførte dog ikke studiet.
Efterfølgende arbejdede hun hos genreorganisationen SNYK og som webjournalist på Eurowoman.
I 2014 startede hun det trykte kulturmagasin Poppel. Magasinet blev dog ikke en kommerciel succes og måtte lukke efter to numre. Hun arbejdede sideløbende som webjournalist på Eurowoman og lavede playlister for en streamingtjeneste.
Siden 2015 har Lucia Odoom været kulturjournalist på dagbladet Politiken, hvor hun bl.a. anmelder musik og er vært på podcasten Politikens Poptillæg.

## Privatliv
Lucia Odoom boede det meste af sin barndom i Hillerød hos sine bedsteforældre.